# Tíz spirituális birodalom
A tíz spirituális birodalom (kínai: 十界 - si-csie, japán: 十界 - dzsicukai ) a buddhista kozmológia része, amely négy felsőbb és hat alsóbb birodalomból áll. Egyes buddhista irányzatok külső világoknak tartják (tíz létsík, amelybe a lények születhetnek), más irányzatok - főleg a japán buddhizmus tendai szektájában (amely a kínai tientajból származik és amely a Lótusz szútrára helyezi a legnagyobb hangsúlyt) - inkább tudatállapotnak tekintik ezeket, amelyek változhatnak külső és belső hatások következtében. Az alábbiak a mentális állapotok tíz birodalmára vonatkoznak, amely a tientaj azon elméleti rendszeréhez kapcsolódik, amelyet úgy neveznek, hogy "háromezer birodalom az élet egyetlen pillanatában" (japán: icsinen szanzen).

## Az érzéki vágyak hat birodalma
A hat alacsonyabb birodalom a pokol, az éhség, a kegyetlenség, az arrogancia, az emberség és a gyönyör. Ez a hat alacsonyabb létsík automatikusan jelentkezik az emberek életében a külső környezetre való reakció révén. A többi négy birodalom a tanulás, megvalósítás, bódhiszattva (ezek a világok keresés, felfedezés és elvárás révén keletkeznek) és a buddhaság.

### Pokol
A pokol a teljes klausztrofóbiás agresszió állapota, amelyben az egyén nem cselekedhet szabadon és nagyon kevés életereje van (fizikális vagy mentális). Ebben a tudatállapotban a pokollakó úgy érzi, hogy a körülmények fogva tartják, haragban és frusztrációban él és késztetést érez, hogy megsemmisítse önmagát és másokat is. Ebből a birodalomból nagyon nehéz megszabadulni, mivel a szenvedés és az agresszió folyamatai önmagukat gerjesztik tovább (a pokolban való tartózkodást kalpákban mérik). Annak ellenére, hogy ebben a klausztrofóbiás állapotban van, a pokollakó mégis igyekszik kitölteni minden rendelkezésre álló teret, ugyanis minden helyre fenyegetésként tekint.
Ez a tudatállapot hasonlatos a buddhista Naraka birodalomhoz.

### Éhség
Az éhség állapotát a tulajdonlás és a kielégíthetetlen vágy (ételért, hatalomért, hírnévért, örömökért) jellemzi, amely uralja az egyén cselekedeteit. Ebben a tudatállapotban az egyént folyamatosan gyötri a sóvárgás és a képtelenség és amikor a vágyai tárgyát el is éri képtelen örülni neki. Ezt a birodalmat az akarat teljes hiánya jellemzi illetve az a tény, hogy a vágyaik kielégítésén kívül semmire nincsenek tekintettel.
Ez a tudatállapot hasonlatos a buddhista prétákhoz (éhes szellemek birodalma).

### Kegyetlenség
A kegyetlenség tudatállapotában az egyént az ösztönök uralják, morális elvek nélkül csak a jelen pillanatnak élnek. Ebben a tudatállapotban gondolkodás nélkül lecsapnak gyengébb áldozatokra saját nyereségük érdekében és igyekeznek magukra vonni az erősebb lények figyelmét, hogy szövetségest nyerjenek. Ezt a birodalmat a helyes ítélkezés és az érvek teljes hiánya jellemzi.
Ez a tudatállapot hasonlatos az állatok birodalmához a buddhizmusban.

### Arrogancia (vagy harag)
Az arrogancia az az állapot, amelyben az egyént az önzés, a versenyzés, a paranoiás féltékenység vezeti és a szükség, hogy mindenki felett álljon. Annak ellenére, hogy potenciálisan érdemekre képes, az ebben a tudatállapotban lévő egyén a téveszméi rabja, amely szerint az ő személye és hite fontosabb, mint másoké. Ezt a birodalmat az jellemzi, hogy a lakói egymást potenciális fenyegetésnek tartják. Ettől függetlenül az élet egyéb részei általában véve kellemesek az emberek birodalmához viszonyítva.
Ez a tudatállapot hasonlatos az aszúrák vagy 'félistenek' birodalmához a buddhizmusban.

### Emberség (érzelmes idealizmus)
Az emberség tudatállapotában a megkülönböztető tudatosság és a gondolkodó tudat a legfejlettebb. Ezt az absztrakt ideálok és a mintaképek iránti ambiciózus vágyak jellemzik. Egyedinek nevezhető az alacsonyabb birodalmakban azáltal, hogy megvan benne a képesség és a motiváció is a szenvedés leküzdéséhez. Ezt a birodalmat az élet rövidsége - a dévák és az aszúrák birodalmához képest - és a lakóinak ritkasága jellemzi.
Ez a tudatállapot hasonlatos az emberek birodalmához a buddhizmusban.

### Mennyország (vagy gyönyör)
A mennyország az öröm tudatállapota, amikor az egyén vágyai teljesülnek és rövid, de intenzív örömöket élnek át. A buddhaság igaz boldogságával ellentétben azonban ez a tudatállapot csak ideiglenes és, ahogy az embereknél, a körülmények apró változása is könnyen megszakíthatja ezt az állapotot. Az egyén elkerülhetetlenül alacsonyabb birodalomba kerül innen, amint az örömök kialusznak. Ezt a birodalmat az jellemzi, hogy nincsenek benne negatív érzelmek és kevésbé vannak kitéve a külső hatásoknak, mint az alacsonyabb birodalmak lakói.
Ez a tudatállapot hasonlatos a dévák vagy 'istenek' birodalmához.
Az érző lények többsége ebben a hat birodalomban mozog fel és le, a pokoltól a mennyországig és vissza. A lakók érzelmi állapotát külső tényezők irányítják.

## A négy magasabb (nemes) birodalom
A hagyományos mahájána buddhista kozmológiában a négy felsőbb birodalom a tíz spirituális birodalom részét képezi.

### Tanulás
A tanulás tudatállapotában az egyén igyekszik készségeket szerezni, tartós igazságot nyerni és fejlődést elérni mások tanítása révén. Ahhoz, hogy valaki elérje ezt a birodalmat, legelőször ennek a bölcsességnek és belátásnak a vágyát kell kifejleszteni. Ebben a birodalomban a lakók a dolgok valós természetének igazságát és a bölcsességet keresik külső források révén, például más lények vagy szövegek segítségével.
Ez a tudatállapot hasonlatos a srávakabuddha birodalomhoz a buddhizmusban.

### Megvalósítás
A megvalósítás állapotában az egyén bepillant egy részleges igazságba saját megfigyeléseken, erőfeszítéseken és koncentrációkon keresztül. Általában ehhez arra van szükség, hogy a tapasztaló eldöntötte, hogy a külső forrásoknál fontosabbak a belső források, például a tudat. Erre a birodalomra az jellemző, hogy a lakói belső észleléseik segítségével keresik az igazságot és a bölcsességet.
Ez a tudatállapot hasonlatos a pratjékabuddha birodalomhoz a buddhizmusban.

### Bodhiszattvaság
A bodhiszattvaság állapotában az egyén már nem csak a megvilágosodásra vágyik, hanem elkötelezi magát, hogy másokat is hozzásegítse a szenvedéstől való megszabaduláshoz. Erre a birodalomra az az érzés jellemző, hogy a mások gyarapodásából származó boldogság fontosabb mint a saját gyarapodásból származó boldogság.
Ez a tudatállapot hasonlatos a bódhiszattva.

### Buddhaság
A buddhaság vagy buddhaiság a buddhizmusban a tökéletes megvilágosodás állapotát jelenti.
Az úgynevezett buddha eredeti értelmezés szerint a tudat tökéletesen megvalósított állapotát jelenti, de Buddhának nevezik a buddhizmusban azt a személyt is, aki a dharma követésével megvilágosodott, felismerte a “tökéletes igazságot,” és megszabadult a létforgatagból, a “szamszárából”.

## Külső hivatkozások
- Ten Worlds for Kids Archiválva 2008. május 6-i dátummal a Wayback Machine-ben